# Ecsenius lineatus
Ecsenius lineatus är en fiskart som beskrevs av Wolfgang Klausewitz 1962. Ecsenius lineatus ingår i släktet Ecsenius och familjen Blenniidae. Inga underarter finns listade i Catalogue of Life.